# Bunturabie Jalloh
Bunturabie Effuah Rashida Jalloh est une nageuse sierraléonaise.

## Biographie
Bunturabie Jalloh naît à Bo le 10 mai 1998. Elle grandit à Freetown, où elle fréquente le lycée bilingue de Murray Town.
En 2015, Jalloh représente le Sierra Leone aux Jeux africains de 2015. Elle remporte deux médailles de bronze au relais du 4x100 mètres et du 4x200 mètres aux Championnats d'Afrique Zone 2 de natation. La même année, elle se qualifie pour les Jeux olympiques après avoir participé aux Championnats du monde de natation 2015 et fini 73e au 50 mètres brasse.
Elle est porte-drapeau du Sierra Leone aux Jeux olympiques d'été de 2016. C'est la première fois que quelqu'un faisant de la natation est porte-drapeau du pays. Elle a 18 ans au moment de la compétition. Bunturabie Jalloh s'aligne au départ du 50 mètres nage libre féminin aux Jeux olympiques d'été de 2016, où elle a le temps de qualification le plus élevé de la compétition. Elle est éliminée au premier tour avec un temps de 39 s 85, battant le record national.
Aux Championnats du monde de natation 2017, elle finit 51e du 50 mètres brasse et 87e du 50 mètres nage libre. Aux Jeux du Commonwealth de 2018, elle est 24e du 50 mètres brasse et 45e du 50 mètres nage libre, battant ses deux records personnels.